# XVIe siècle au théâtre

## Événements
- 1501 : 
  - 5 novembre : représentation à Mons dans le comté de Hainaut d'un Mystère de la Passion, adaptation s'inspirant du mystère d'Arnoul Gréban et de celui de Jean Michel ; les livres de conduite (Abregiets) du régisseur avec les didascalies et la distribution des rôles, ainsi que l'état des frais, ont été conservés[1], ce qui permet d'en reconstituer la mise en scène et en fait l'une des représentations de mystères les mieux connues et les mieux documentées de toutes[2],[3].
- 1509 :
  - 27 - 29 mai : représentation à Romans du Mystère des trois doms, pièce en moyen français d’environ 11 000 vers qui raconte la conversion puis le martyre des trois saints patrons de la ville, Séverin, Exupère, et Félicien ; le texte est conservé dans un seul manuscrit, avec le livre des comptes, qui donne de précieuses informations sur les modalités d’organisation de la représentation[4].
- 1536 :
  - 30 avril - août : représentation intégrale à Bourges du Mystère des actes des apôtres de Simon Gréban.
- 1548 : 
  - la Confrérie de la Passion et de la Résurrection de Notre Seigneur Jésus-Christ, à qui Charles IX avait accordé en 1402 le monopole de la représentation des mystères à Paris, construit à l'Hôtel de Bourgogne une salle de spectacle pour présenter des mystères. Mais le 17 novembre, un arrêt du Parlement de Paris lui interdit de jouer des pièces religieuses ; la confrérie obtient en échange le monopole des représentations théâtrales profanes à Paris, et loue la salle de l'Hôtel de Bourgogne aux troupes itinérantes.
- 1553 : 
  - représentation à Bessans en Savoie d'un Mystère de la Passion, remaniement de celui de Jean Michel[5].
- 1569 : 
  - début de l'activité de la troupe de théâtre italienne de commedia dell'arte I Gelosi, créée à Milan par l'acteur Flaminio Scala ; leur devise « Virtu, fama ed honor ne fer gelosi » signifie « Nous sommes jaloux de vertu, de réputation et d'honneur »[6].
- 1574 : 
  - débuts à la cour anglaise de la Troupe de l'Amiral, dite alors troupe de Lord Howard, parrainée par Charles Howard (1er comte de Nottingham) ; elle prendra le nom d'Admiral's Men lorsque ce dernier devient Grand Amiral d'Angleterre en 1585.
- 1576 : 
  - l'acteur et entrepreneur de spectacles James Burbage fait construire The Theatre, considéré comme le premier théâtre bâti à Londres dont le seul but était les représentations théâtrales.
- 1577 : 
  - 19 mai : des comédiens italiens, que le roi Henri III avait fait venir de Venise à Paris, sont installés au théâtre du Petit-Bourbon.
  - construction du Curtain Theatre à Londres.
- 1579 : 
  - l'écrivain et auteur de théâtre puritain Stephen Gosson publie à Londres le pamphlet Schoole of Abuse, containing a pleasant invective against Poets, Pipers, Plaiers, Jesters and such like Caterpillars of the Commonwealth [L'École des abus, contenant une plaisante invective contre les poètes, les joueurs de flûte, les acteurs, les bouffons et toutes ces chenilles du Commonwealth], condamnation générale des pièces de théâtre.
- 1583 : 
  - formation de la Troupe de la reine Elizabeth à Londres, à la demande d'Élisabeth Ire, reine d'Angleterre ; c'est la principale compagnie d'acteurs des années 1580 à 1600.
- 1587 : 
  - l'entrepreneur de spectacles Philip Henslowe et un marchand nommé John Cholmley font construire à Londres le théâtre de la Rose.
- 1594 : 
  - formation de la troupe du lord-chambellan (Lord Chamberlain's Men) à Londres, sous le patronage de Henry Carey, premier baron Hunsdon.
- 1595 : 
  - construction à Londres du théâtre The Swan.
- 1598 : 
  - Francis Meres publie à Londres Palladis Tamia, Wits Treasury [Palladis Tamia, Trésor de l'esprit], un recueil de citations et de loci communes ; dans la partie intitulée A comparative discourse of our English Poets, with the Greeke, Latine and Italian Poets [Un traité comparatif de nos poètes anglais avec les poètes grecs, latins et italiens], Meres cite des auteurs dramatiques de son époque : Robert Wilson, Robert Greene, Thomas Dekker, Thomas Kyd, Christopher Marlowe, Richard Hathway, Henry Porter, ainsi que William Shakespeare dont il donne une liste de six comédies et six tragédies, ce qui permet de mieux cerner la chronologie de ses premières pièces[7].
- 1599 : 
  - la troupe de Valleran Le Conte se produit au théâtre de l'Hôtel de Bourgogne à Paris[8].
- 1600 : 
  - À Paris, la troupe professionnelle des Gelosi occupe de 1600 à 1604 le théâtre de l'Hôtel de Bourgogne, préfigurant l'installation des Comédiens italiens.
  - Philip Henslowe et son gendre l'acteur Edward Alleyn construisent à Londres le théâtre de la Fortune, de forme carrée ; il ouvre en novembre.

## Pièces de théâtre représentées
- 1508
  - mars : La Cassaria, comédie de L'Arioste, à Venise.
- 1513 : La Calandria, comédie en prose et en italien de Bernardo Dovizi da Bibbiena, à Urbino.
- 1518 : La Mandragore, comédie de Machiavel à Florence, lors du mariage de Laurent II de Médicis et Madeleine de La Tour d'Auvergne[9].
- 1528-1529 : Il Negromante, comédie de L'Arioste à Ferrare.
- 1548 : La Calandria est jouée en France lors de l'entrée royale d'Henri II à Lyon, la représentation et les festivités étant organisées par Maurice Scève[10].
- 1549 : Plutus, comédie de Ronsard d'après Aristophane, à Paris au Collège de Coqueret.
- 1550 : Abraham sacrifiant, de Théodore de Bèze, première pièce française portant le sous-titre « tragédie », à Paris au Collège de Coqueret
- 1552 : Médée, adapté d'Euripide par Jean-Antoine de Baïf, à Paris au Collège de Boncourt.
- 1553 : 
  - 9 février : Cléopâtre captive, tragédie, et L'Eugène, comédie, pièces d'Étienne Jodelle, à Paris au Collège de Reims, devant Henri II et sa cour.
- 1556 : Sophonisba, tragédie de Gian Giorgio Trissino traduite en français par Mellin de Saint-Gelais et Jean-Antoine de Baïf sur commande de Catherine de Médicis et jouée au château de Blois devant la cour, avec les jeunes princesses royales dans les principaux rôles[11].
- 1559 : 
  - 5 février : La Trésorière, comédie de Jacques Grévin.
- 1560 :
  - 15 février : Les Esbahis, comédie de Jacques Grévin à Paris, au Collège de Beauvais.
- 1561 : 
  - décembre, lors des fêtes de Noël : Gorboduc, tragédie de Thomas Norton et Thomas Sackville, à l'Inner Temple de Londres.
- 1562 :
  - 18 janvier : reprise de Gorboduc au palais de Whitehall à Londres à la demande et en présence de la reine Élisabeth Ire[12].
- 1563
  - 21 décembre : Achille, tragédie de Nicolas Filleul, à Paris au Collège d'Harcourt.
- 1567 : 
  - 28 janvier : Jean-Antoine de Baïf, Le Brave, Paris, Hôtel de Guise ;  traduction-adaptation du Miles Gloriosus de Plaute, la comédie a été écrite à la demande du roi Charles IX et jouée devant la cour ; elle est publiée la même année par Robert II Estienne[13].
- 1568 : Cornélie tragédie de Robert Garnier.
- 1569 : Adonis tragédie de Guillaume Le Breton, à Paris, à la cour de Charles IX.
- 1575 : Marc-Antoine, tragédie de Robert Garnier.
- 1583
  - automne : Campaspe (en), comédie de John Lyly, Blackfriars Theatre, Londres.
- 1592 :
  - 3 mars : Henri VI, tragédie de William Shakespeare, à Londres au Théâtre de la Rose.
- 1595
  - 29 janvier : Roméo et Juliette, tragédie de William Shakespeare, à Londres.
- 1597 : Tobie, tragédie de Jacques Ovyn.
- 1599 : 
  - 21 septembre : Jules César, tragédie de William Shakespeare, à Londres au Théâtre du Globe.

## Pièces de théâtre publiées

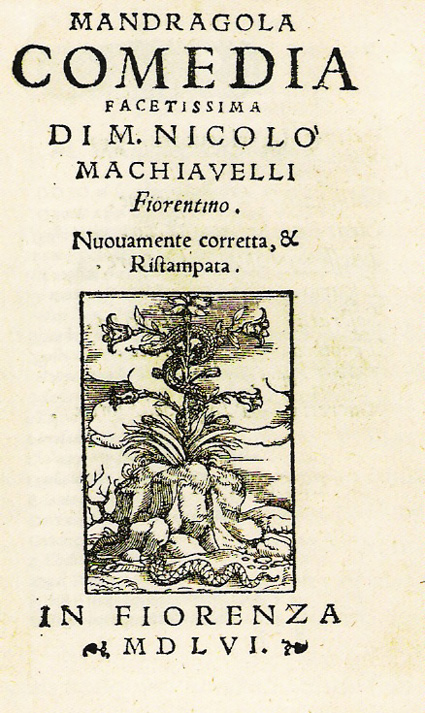
Page de titre de la première édition de La Mandragore.

- 1529 : Willem van de Voldersgraft, Acolastus de filio prodigo : la pièce, qui reprend l'argument de la parabole du Fils prodigue, exerça une influence profonde sur la dramaturgie au XVIe siècle.
- 1530 : Ravisius Textor, Dialogi aliquot, Paris, Regnault Chaudière ; édition posthume par deux amis de l'auteur, Henri Labbé et Nicolas Regnault, de 19 moralités, 3 farces et 2 soties[14].
- 1534 : L'Arétin, La Cortegiana, comédie en prose, Venise, Francesco Marcolini (Lire en ligne).
- 1535 : deux éditions posthumes à Venise de la comédie Il Negromante de L'Arioste.
- 1549 : Liévin van Brecht, Euripus tragœdia christiana, Louvain.
- 1572 : Jean de La Taille de Bondaroy, Le Négromant, comédie de M. Louis Arioste, nouvellement mise en françois, Paris, Fédéric Morel[15].
- 1573 : Jean de La Taille de Bondaroy, Les Corrivaus, comédie (dont la trame est adaptée d’une nouvelle de Boccace), publiée à Paris par Fédéric Morel[16] (Lire en ligne).
- 1574 : Étienne Jodelle, Didon se sacrifiant, tragédie publiée dans Les oeuvres & meslanges poetiques d'Estienne Jodelle, publiés à Paris à titre posthume.
- 1578 : Rémy Belleau, La Reconnue, Paris, f. 110-153 du tome second des Œuvres poétiques de Remy Belleau publiées à titre posthume, Paris, Mamert Patisson.
- 1579 : Pierre de Larivey, Les Six premières comédies facétieuses à l'imitation des anciens Grecs, Latins & modernes Italiens. À sçavoir, Le laquais. Les esprits. Les jaloux. La vefve. Le morfondu. Les escolliers, Paris, Abel L'Angelier (Lire en ligne).
- 1580 : Adrien d'Amboise, Holoferne. Tragédie sacrée extraite de l'histoire de Judith, Paris, Abel L'Angelier, 32 f.(Lire en ligne).
- 1584 : 
  - édition à titre posthume de la comédie Les Contens d'Odet de Turnèbe, Paris, Félix Le Mangnier[17],[18].
  - François d'Amboise, Les Neapolitaines, comédie françoise facécieuse. Sur le subiect d'une histoire d'un Parisien, un Espagnol, & un Italien, Paris, Abel l'Angelier, 77 f.(Lire en ligne).
- 1590 : Giovanni Battista Guarini, Il pastor fido, pastorale en forme de tragi-comédie, éditée à Ferrare et à Venise.
- 1596 : Antoine de Montchrestien, Sophonisbe, tragédie, Caen, veuve de Jacques Le Bas (Lire en ligne).
- 1600 : William Shakespeare, Le Songe d'une nuit d'été, Londres, Thomas Fisher.

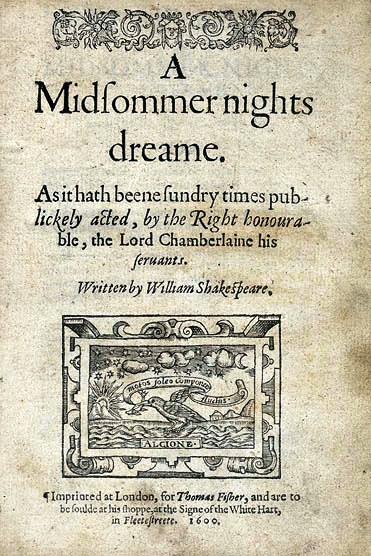
Page de titre de la première édition du Songe d'une nuit d'été.

## Naissances
- 1508 : Ludovico Dolce, écrivain et dramaturge italien, mort en 1568.
- 1510 : Andrea Calmo, dramaturge vénitien, mort le 23 février 1571.
- 1515 : Liévin van Brecht, dramaturge et poète néo-latin des Dix-Sept Provinces, mort le 19 septembre 1558.
- 1516 : Girolamo Zoppio, érudit, universitaire et dramaturge italien, mort le 5 juin 1591.
- Vers 1520 : Gabriel Bounin, poète et dramaturge français, mort en 1620.
- 1521 : Xu Wei, dramaturge et peintre chinois, mort en 1593.
- 1530 : Richard Tarlton, acteur anglais, célèbre clown de fameux pour ses impromptus comiques, mort le 3 septembre 1588.
- 1531 : 
  - 20 juin : Cesare Caporali, poète et auteur dramatique italien, mort en 1601.
  - James Burbage, acteur et impresario anglais, constructeur de théâtres, mort le 2 février 1597.
- 1532 : 
  - Étienne Jodelle, poète et dramaturge français, mort en juillet 1573.
  - Thomas Norton, dramaturge anglais, mort le 10 mars 1584.
- 1535 : Muzio Manfredi, poète et dramaturge italien, mort en octobre 1609.
- 1536 : 
  - Luigi Pasqualigo, noble vénitien, militaire et dramaturge, mort le 1er septembre 1576.
  - vers 1536 : Thomas Sackville, comte de Dorset, homme d'État, poète et dramaturge anglais, mort le 19 avril 1608.
- 1537 : Raffaello Borghini, dramaturge et critique d'art italien, mort en 1588.
- 1540 : Cornelius Schonaeus : enseignant et dramaturge néerlandais, mort le 23 novembre 1611.
- 1541 : 
  - avril : Fernando de Rojas, auteur dramatique espagnol, auteur de la tragi-comédie La Célestine, né vers 1465.
  - 20 juillet : Pierre de Larivey, dramaturge français, mort le 12 février 1619.
- 1545 : Robert Garnier, dramaturge français, mort le 20 septembre 1590.
- Vers 1548 : Francesco Andreini, acteur et dramaturge italien de la commedia dell'arte, mort le 20 août 1624.
- 1550 : 
  - 5 août :  François d'Amboise, magistrat et écrivain français, auteur de deux pièces de théâtre, mort le 19 mars 1619.
  - 24 septembre : Tang Xianzu, dramaturge chinois, mort le 29 juillet 1616.
  - Fabrizio de Fornaris, acteur et auteur comique italien, mort en 1637.
  - Cristóbal de Virués, dramaturge et poète espagnol, mort en 1614.
  - vers 1550 : Philip Henslowe, directeur de théâtre et entrepreneur de spectacles anglais, dont on conserve le journal[19] et le livre de comptes, mort le 6 janvier 1616.
- 1552 :
  - 27 septembre : Flaminio Scala, acteur italien de Commedia dell'Arte, spécialiste du rôle de l'amoureux, créateur de la troupe I Gelosi, mort le 9 décembre 1624.
  - 23 octobre : Odet de Turnèbe, avocat et dramaturge français, mort le 20 juillet 1581.
- 1553 : Shen Jing (zh), dramaturge chinois, mort en 1610.
- Vers 1554 : 
  - Robert Guérin dit Gros-Guillaume, acteur français, mort en 1634.
  - John Lyly, écrivain et dramaturge anglais, mort le 18 novembre 1606.
- 1555 : William Gager, juriste et ecclésiastique anglais, auteur de tragédies en latin destinées à être jouées dans les universités, mort en 1622.
- 1558 : 
  - 11 juillet : Robert Greene, dramaturge, poète et pamphletiste anglais, mort le 3 septembre 1592.
  - Vers 1558 : Thomas Lodge, médecin et dramaturge anglais, mort en septembre 1625.
- Vers 1559 : George Chapman, poète et dramaturge anglais, mort le 12 mai 1634.
- Vers 1560 : William Kempe, acteur anglais connu pour ses rôles de clown, un des premiers actionnaires du théâtre du Globe avec Shakespeare, mort en 1603.
- 1561 : Nicolas de Montreux, poète, romancier et dramaturge français, mort en 1608.
- 1562 : Isabella Andreini, écrivaine et actrice italienne de la commedia dell'arte, morte le 11 juin 1604.
- 1563
  - Valeria Miani (it), dramaturge italienne, morte en 1620.
  - vers 1563 : Robert Armin, acteur anglais, membre de la troupe du lord chambellan, auteur de quatre comédies, mort en novembre 1615.
- 1564 : 
  - 26 avril (baptême) : William Shakespeare, dramaturge, poète et acteur anglais, mort le 23 avril 1616.
- 1565 : 
  - Ridolfo Campéggi, dramaturge, poète et librettiste bolonais, mort le 28 juin 1624.
  - vers 1565 : Silvio Fiorillo, acteur de théâtre, spécialiste du rôle de Polichinelle, et dramaturge italien, mort en 1634.
- 1566 : 
  - 1er septembre : Edward Alleyn, acteur et entrepreneur de spectacle anglais, mort le 25 novembre 1626.
  - 25 novembre : John Heminges, acteur anglais, éditeur avec Henry Condell du Premier Folio des œuvres de William Shakespeare, mort le 10 octobre 1630.
  - Jean Yeuwain, homme de lettres des Pays-Bas espagnols, auteur d'Hippolyte, tragédie tournée de Sénèque, mort vers 1626.
- 1567 : 
  - William Alabaster, poète, un dramaturge et écrivain religieux anglais, mort le 28 avril 1640.
  - Pierre Datelin, dit Jean Brioché, marionnettiste français, mort le 25.
- 1568 :
  - 6 janvier : Richard Burbage, acteur anglais, créateur des rôles-titres de plusieurs pièces de Shakespeare, mort le 13 mars 1619.
- 1569 : 
  - 14 novembre : Guillén de Castro, dramaturge espagnol, mort le 28 juillet 1631.
- 1572 :
  - 11 juin : Ben Jonson, dramaturge anglais, mort le 6 août 1637.
  - 28 août : Agustín de Rojas Villandrando, écrivain, acteur et dramaturge espagnol, mort entre 1618 et 1635.
  - Francesco d'Isa, ecclésiastique, écrivain et dramaturge italien, mort en 1622.
  - vers 1572 : Okuni, actrice japonaise, considérée comme la fondatrice du théâtre de kabuki, morte en 1613.
- 1573 : 
  - 15 juillet (baptême) : Inigo Jones, architecte et scénographe anglais, mort le 21 juin 1652.
- 1575 : 
  - Jean Gracieux, dit Bruscambille pour la farce et Deslauriers pour la comédie, acteur français, auteur de prologues pour les farces qu'il joue, mort en 1534.
- 1576 : 
  - 9 février : Giambattista Andreini, acteur et dramaturge italien, mort le 7 juin 1654.
  - 22 juillet (baptême) : Edward Sharpham, dramaturge anglais, mort le 23 avril 1608
  - 7 octobre (baptême) : John Marston, poète et dramaturge anglais, mort le 25 juin 1634.
  - Henry Condell, acteur anglais, éditeur avec John Heminges du Premier Folio des œuvres de William Shakespeare, mort en décembre 1627.
- 1578 : Jacob Bidermann, prêtre jésuite allemand, professeur de théologie et dramaturge, connu pour les pièces de théâtre qu'il écrivait pour les représentations théâtrales de ses étudiants, mort le 20 août 1639.
- 1579 : John Fletcher, acteur et dramaturge anglais, qui a écrit en collaboration avec Francis Beaumont et d'autres dramaturges, mort en 1625.
- 1580 :
  - 18 avril (baptême) : Thomas Middleton, dramaturge et poète anglais, mort en 1627.
  - Christopher Beeston, acteur anglais, directeur de troupes de comédiens et propriétaire de théâtres, mort vers 1638.
  - Ling Mengchu, écrivain et éditeur chinois, auteur de trois pièces (perdues) de style chuanqi et de trois pièces de style zaju, mort en 1644.
  - Thomas Tomkis, dramaturge anglais, mort le 30 septembre 1634.
  - vers 1580 : Denis Coppée, édile de Huy dans la principauté de Liège, dramaturge et poète, auteur de pièces à sujet religieux, mort vers 1630.
- 1581 : 
  - 16 mars : Pieter Corneliszoon Hooft, homme politique, historien, poète et dramaturge néerlandais, mort le 21 mai 1647.
  - 3 septembre (baptême) : Luis Quiñones de Benavente, écrivain et auteur dramatique espagnol, mort le 25 août 1651.
  - 2 octobre : Juan Ruiz de Alarcón, dramaturge espagnol, mort le 4 août 1639.
- Vers 1582 : Hugues Guéru dit Gaultier-Garguille dans les farces et Fléchelles dans les pièces sérieuses, acteur et chansonnier français, mort le 10 décembre 1633.
- 1583 : Philip Massinger, dramaturge anglais, mort le 17 mars 1640.
- 1584 : Tabarin, magicien-prestidigitateur français et comédien du théâtre de la foire, mort le 29 novembre 1626.
- 1585 : 
  - Francis Beaumont, acteur et dramaturge anglais, qui a écrit en collaboration avec John Fletcher, mort le 6 mars 1616.
  - Elizabeth Cary, poétesse, dramaturge, traductrice et historienne anglaise, morte en 1639.
- 1586 : 
  - 24 avril : Henry Hastings (5e comte de Huntingdon), noble anglais, patron des dramaturges Francis Beaumont et John Fletcher, mort le 14 novembre 1643.
- 1587 : 
  - Henri Le Grand, dit Belleville ou Turlupin, comédien français, mort le 17 mars 1637.
  - vers 1587 : Ruan Dacheng, homme politique et dramaturge chinois, mort vers 1646.
- 1590 : 
  - 26 février : Johann Lauremberg, polymathe allemand, auteur d'un drame en latin et de deux comédies en allemand, mort le 28 février 1658.
  - Ana Caro de Mallén, poétesse et dramaturge espagnole, morte le 6 novembre 1650.
  - Gaspard Zerbin, écrivain français d'expression occitane, mort en 1650.
  - vers 1590 : 
    - Joan Ijsermans, dramaturge des Pays-Bas espagnols actif à Anvers, mort après 1631.
    - William Sampson, dramaturge anglais, mort vers 1636.
- Entre 1591 et 1597 : 
  - Henry Shirley, dramaturge anglais, mort le 31 octobre 1627.
- 1592 : 
  - 3 septembre : Robert Greene, dramaturge, poète et pamphletiste anglais, né le 11 juillet 1558.
- 1594 : 
  - 13 mars : Guillaume Des Gilberts dit Montdory, acteur français, mort le 10 novembre 1653.
  - 15 novembre: Jean Puget de La Serre, écrivain et dramaturge français, mort en juillet 1665.
- 1595 : 
  - Andrea Calcese, comédien italien, un des plus fameux interprètes du rôle de Polichinelle, mort en 1656.
  - Jean Desmarets de Saint-Sorlin, poète et dramaturge français, mort le 28 octobre 1676.
- 1596 : Balthazar Baro, poète, romancier et auteur dramatique français, mort en 1650.
- 1600 :
  - 31 août : Bertrand Hardouin de Saint-Jacques, dit Guillot-Gorju, médecin et acteur français, mort le 5 juillet 1648.
  - vers 1600 : Pierre Marcoureau, dit Beaulieu, acteur français, mort le 5 avril 1664.

## Décès
- 1516 : 

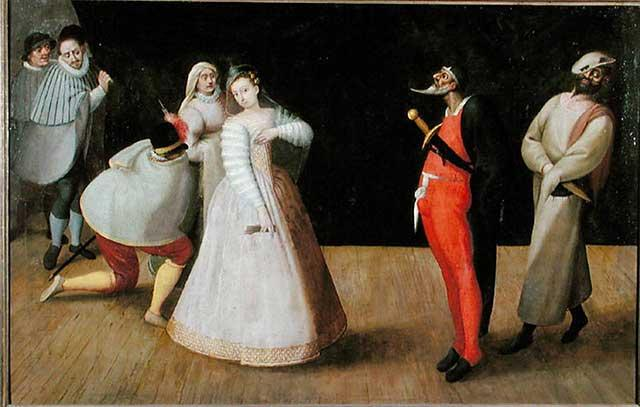
Hieronymus Francken, Une représentation de la troupe italienne I Gelosi à Paris, vers 1590, Musée Carnavalet, Paris.

  - 7 juillet : Kanze Kojiro Nobumitsu, dramaturge japonais du théâtre nô, né vers 1435-1450.
- 1517 : 
  - 15 avril : Jan Smeken, dramaturge néerlandais, né vers 1450.
- 1521 : Baldassare Taccone, poète italien, auteur de Danae, une favola ou comédie chantée, mise en scène par Léonard de Vinci en 1496 à Milan, né en 1461.
- 1520 : Komparu Zempō, acteur japonais du théâtre nō et dramaturge de l'école Komparu, mort en 1454.
- 1522 : 
  - 3 décembre : Jean Tixier de Ravisi dit Ravisius Textor, humaniste et universitaire français, auteur pour ses étudiants du Collège de Navarre à Paris de Dialogi théâtraux en latin publiés à titre posthume en 1530, né en 1492 ou 1493.
- 1525 : 
  - 3 avril : Giovanni Rucellai, écrivain humaniste, poète et dramaturge italien, auteur de deux tragédies, mort le 20 octobre 1475.
- Vers 1526 : André de La Vigne, chroniqueur, poète et dramaturge français, né vers 1470.
- 1529 : Juan del Encina, poète, musicien et dramaturge espagnol, né le 12 juillet 1468.
- Vers 1537 : Gil Vicente, dramaturge portugais, né vers 1465.
- 1539 : Pierre Gringore, poète et dramaturge français, né en 1475.
- 1542 : 
  - 17 mars : Ruzzante, dramaturge et acteur italien, né vers 1496.
- 1558 : 
  - 19 septembre : Liévin van Brecht, dramaturge et poète néo-latin des Dix-Sept Provinces, né en 1515.
- 1568 : Ludovico Dolce, écrivain et dramaturge italien, né en 1508.
- 1571 : 
  - 23 février : Andrea Calmo, né en 1510.
- 1573 :
  - juillet : Étienne Jodelle, né en 1532.
- 1576 :
  - 1er septembre : Luigi Pasqualigo, noble vénitien, militaire et dramaturge, né en 1506.
- 1581 : 
  - 20 juillet : Odet de Turnèbe, dramaturge français, né le 23 octobre 1552.
- 1584 :
  - 10 mars : Thomas Norton, dramaturge anglais, né en 1532.
- 1588 :
  - 3 septembre : Richard Tarlton, acteur anglais, clown célèbre pour ses impromptus comiques.
  - Raffaello Borghini, né en 1537.
- 1593 : Xu Wei, né en 1521.
- 1590 : 
  - 20 septembre : Robert Garnier, né en 1545.
  - Leone De Sommi, dramaturge italien actif à Mantoue, né dans les années 1520.
- 1591 : Girolamo Zoppio, né en 1516.
- 1597 :
  - 2 février : James Burbage, né en 1531.